# Bartolomeu de Gusmão
Bartolomeu de Gusmão, nato come Bartolomeu Lourenço de Gusmão (Santos, 1685 – Toledo, 18 novembre 1724), è stato un gesuita, inventore e naturalista portoghese nato nella Colonia del Brasile.
È considerato una delle figure pionieristiche nella storia dell'aeronautica, passato alla storia per aver inventato la Passarola, il primo aerostato di cui si abbia documentazione, che si sollevò da terra per un breve volo dinanzi alla corte reale portoghese l'8 agosto 1709, in quel di Lisbona.
L'episodio ha fornito uno spunto allo scrittore José Saramago che ha fatto del Gusmão uno dei protagonisti del romanzo Memoriale del convento.

## Biografia
Gusmão nacque a Santos, allora parte della colonia portoghese del Brasile.
Entrò nel noviziato della Compagnia di Gesù a Bahia all'età di circa quindici anni, ma lasciò l'ordine nel 1701. Si trasferì in Portogallo e trovò un patrono a Lisbona nella persona del Marchese d'Abrantes. Completò il suo corso di studi all'Università di Coimbra, dove si dedicò principalmente alla filologia e alla matematica, ma conseguì il dottorato in Diritto canonico. Gusmão aveva una memoria prodigiosa e una grande padronanza delle lingue.

## La Passarola

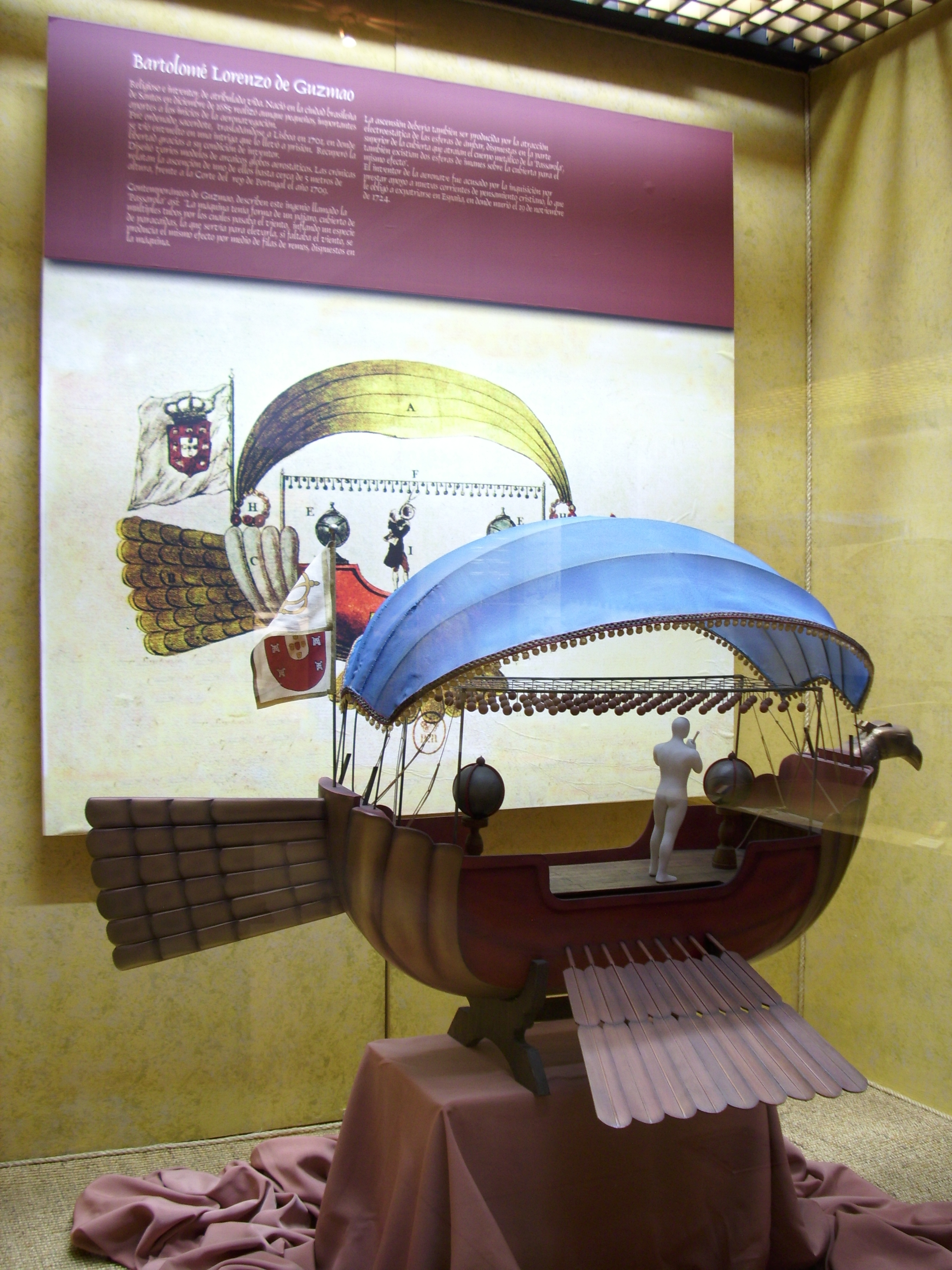
Modello della Passarola nel Museo Nazionale Aeronautico e dello Spazio di Santiago del Cile.

In seguito ai suoi studi sugli aerostati, nel 1708, Bartolomeu de Gusmão presentò al re di Portogallo, Giovanni V, una petizione nella quale dichiarava avere inventato «uno strumento per andare nell'aria e sulla terra, col quale si potrebbero raggiungere i poli ed ottenere grandi vantaggi nell'arte della guerra, come quelli della corrispondenza e della partenza dei soldati di fortezza.» Giovanni V decise di finanziare il progetto di sviluppo e costruzione dell'apparecchio. Sviluppando le idee di Francesco Lana de Terzi S.J., Gusmão voleva stendere un'enorme vela su uno scafo simile a quello di una nave, analogo alla copertura di un carro da trasporto; la nave doveva contenere dei tubi attraverso i quali, quando non c'era vento, l'aria veniva soffiata nella vela per mezzo di un soffietto. La dimostrazione pubblica del funzionamento della macchina, che era stata fissata per il 24 giugno 1709, non ebbe luogo.
Alcuni mesi dopo, tuttavia, l'8 agosto 1709, di fronte a un importante pubblico presente nella Sala degli Ambasciatori della Casa da Índia che comprendeva il Re, la Regina, il Nunzio Apostolico (il cardinal Conti, più tardi papa Innocenzo XIII), e altri membri del Corpo diplomatico e della Corte portoghese, Bartolomeu de Gusmão fece volare un pallone riscaldato ad aria, che salì fino al tetto della sala e fu distrutto a bastonate per evitare incendi.
Il re ricompensò l'inventore nominandolo professore di matematica all'Università di Coimbra e canonico. Gusmão fu una delle cinquanta persone selezionate come membri dell'Academia Real da História Portuguesa, fondata nel 1720; nel 1722 fu nominato cappellano di Corte.